# Theodor Müllensiefen

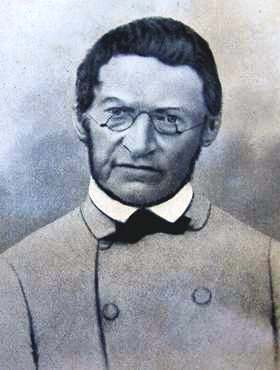
Theodor Müllensiefen

Theodor Müllensiefen (* 9. September 1802 in Iserlohn; † 26. Mai 1879 im Theodorshof bei Rheinfelden, Schweiz) war ein deutscher Industriepionier und preußischer Politiker.

## Leben

### Herkunft und unternehmerisches Handeln
Müllensiefen war viertes von elf Kindern des Nadelfabrikanten Peter Eberhard Müllensiefen, der nach 1818 auch Landrat wurde; ein Bruder war Julius Müllensiefen. Auf Grund der Familiengröße konnte er keine weiterführende Schule besuchen und bildete sich stattdessen autodidaktisch weiter.
Müllensiefen machte eine landwirtschaftliche Lehre, hatte aber keine Aussicht sich selbstständig zu machen. Er sah aber in der Produktion von Glas in der Region eine Marktlücke. Um Kenntnisse in diesem Industriezweig zu gewinnen, besuchte er in zwei Jahren zahlreiche Glashütten in Deutschland, Frankreich, der Schweiz, Böhmen und Italien. Nach seiner Rückkehr kaufte er 1826, unterstützt von einem älteren Bruder, das Gut Crengeldanz bei Witten und baute dort eine Glashütte auf. Anfangs gehörte auch Johann Caspar Post noch zu den Finanziers. Zunächst spezialisierte sich das Unternehmen auf Säureballons und Butzenscheiben, seit 1830 kam auch Tafelglas hinzu. Der Betrieb hatte mit vielen Schwierigkeiten zu kämpfen. Anfangs spielte dabei der Facharbeitermangel eine Rolle, später kam die Konkurrenz von bei Müllensiefen ausgebildeten Personals wie Otto Schott hinzu. Dennoch konnte sich das Unternehmen allmählich behaupten. Dazu trug auch der neue konstruierte „Müllensiefen-Ofen“ bei. Die Firma unterhielt schließlich Handelsbeziehungen bis in die USA. Von Bedeutung war das Werk auch, weil Müllensiefen bereits im Vormärz mit einer ausgeprägten innerbetrieblichen Sozialpolitik begann. Der Grund war sicherlich der Wunsch, die Stammbelegschaft zu halten. Hinzu kamen aber bei dem Theosophen Müllensiefen auch moralische Gründe. Für die Arbeiter wurden Häuser mit Garten sowie ein Turnplatz errichtet. Hermann Schulze-Delitzsch lobte den Betrieb als vorbildlich für ganz Deutschland. Neben der Glasfabrik erwarben die Brüder Müllensiefen seit 1842 auch einen großen Zechenbesitz.

### Politisches Wirken
Neben dem unternehmerischen Handeln äußerte sich Müllensiefen bereits im Vormärz politisch. Auch in der Politik verlangte er die Geltung der zehn Gebote. Diese legte er aber in einem eher liberalen Sinn aus und verlangte in einer Denkschrift an Friedrich Wilhelm IV. die Mitregierung des Volkes. Für einen Wahlkreis in Bochum wurde er 1848 in die preußische Nationalversammlung gewählt. Er trat die Position an, nachdem Friedrich Harkort abgelehnt hatte. Dort konnte er als Praktiker seine Erfahrungen in der Kommission für Handel und Gewerbe einbringen. Politisch stand er den radikalen Demokraten ablehnend gegenüber. Allerdings äußerte er sich ebenso kritisch gegen das adelige Jagdrecht, die Todesstrafe und den Anspruch auf Gottesgnadentum durch die Monarchen. Die Gegenrevolution in Preußen veranlasste ihn zur Niederlegung des Mandates. In den späten 1850er Jahren war Müllensiefen Mitglied im Deutschen Nationalverein und des preußischen Abgeordnetenhauses. Aus Protest gegen die Militärvorlage der Regierung legte er auch diesmal wieder sein Mandat nieder. In der Folge ging Müllensiefen in die Schweiz hielt aber die politischen Kontakte nach Deutschland weiter aufrecht. Das Glaswerk in Witten ging an die Neffen Hermann und Theodor Müllensiefen über.